# Profilage racial en droit québécois
Pour un article plus général, voir Profilage racial.
En droit québécois, profilage racial désigne le comportement discriminatoire d'une autorité, en particulier la police, à l'égard d'un individu ou d'un groupe d'individus en fonction de son origine ethnique, nationale ou religieuse, réelle ou perçue.

## Définition retenue par la Cour suprême du Canada
Plus précisément, le profilage est défini de la façon suivante dans l'arrêt Québec (Commission des droits de la personne et des droits de la jeunesse) c. Bombardier Inc. (Bombardier Aéronautique Centre de formation) de la Cour suprême du Canada : 

« Le profilage racial désigne toute action prise par une ou des personnes en situation d’autorité à l’égard d’une personne ou d’un groupe de personnes, pour des raisons de sûreté, de sécurité ou de protection du public, qui repose sur des facteurs d’appartenance réelle ou présumée, tels la race, la couleur, l’origine ethnique ou nationale ou la religion, sans motif réel ou soupçon raisonnable, et qui a pour effet d’exposer la personne à un examen ou à un traitement différentiel.
Le profilage racial inclut aussi toute action de personnes en situation d’autorité qui appliquent une mesure de façon disproportionnée sur des segments de la population du fait, notamment, de leur appartenance raciale, ethnique ou nationale ou religieuse, réelle ou présumée »

## Motifs de discrimination applicables
Bien que l'article 10 de la Charte québécoise n'énonce pas explicitement la notion d'« appartenance réelle ou présumée » comme motif de discrimination, comme c'est le cas pour l'« appartenance, vraie ou supposée » du droit pénal français, il existe d'autres motifs de discrimination prévus dans l'énumération de la Charte québécoise tels que la race, la couleur et l'origine ethnique ou nationale qui permettent aux tribunaux de conclure que le profilage racial est de nature à produire des effets discriminatoires.

## Compétences d'attribution
L'arrêt Ward c. Québec (Commission des droits de la personne et des droits de la jeunesse) de la Cour suprême remet en cause une partie de la jurisprudence du Tribunal des droits de la personne en matière de profilage racial (par ex. dans l'affaire Commission des droits de la personne et des droits de la jeunesse (DeBellefeuille) c. Ville de Longueuil) car celle-ci s'appuyait notamment sur l'atteinte à la dignité de l'article 4 de la Charte des droits et libertés de la personne. Or, selon l'arrêt Ward, le Tribunal des droits de la personne n'a pas compétence pour l'atteinte à la dignité. Par contre, dans les cas où le profilage racial implique également des violations des articles 10.1 à 19 et 48 CDLP, le Tribunal des droits de la personne conserve une compétence.
Dans les cas de profilage racial qui tombent hors de la compétence du Tribunal des droits de la personne, il peut être question de demandes en discrimination devant les tribunaux de droit commun ou de demandes en responsabilité civile devant les tribunaux de droit commun pour la faute des policiers.

## La question des interceptions aléatoires sans motif par les policiers
La question du profilage se pose notamment au sujet des interceptions aléatoires par les policiers. La position traditionnelle de la Cour suprême du Canada dans l'arrêt R. c. Ladouceur de 1990 est que puisque conduire est un privilège, les interceptions aléatoires sans motif doivent être autorisées pour préserver la sécurité routière. Toutefois, cet arrêt Ladouceur a été rendu avant que le débat sur le profilage racial ne prenne de l'ampleur au Canada (bien qu'il existait déjà aux États-Unis) et il ne s'intéresse pas réellement à la question. L'arrêt en question concerne une contestation d'une interception aléatoire par un conducteur dont le permis était suspendu, sans que l'enjeu de la race ne soit soulevé, car l'objet de la contestation portait sur les articles 7, 8 et 9 de la Charte canadienne (et non l'article 15).
Le Code de la sécurité routière du Québec a été modifié en décembre 1990 pour y introduire la règle de l'arrêt Ladouceur à l'art. 636 C.s.r., afin d'autoriser les interceptions aléatoires par les policiers sans que ceux-ci n'aient à avoir un motif raisonnable. Or, cette règle est contestée par les opposants du profilage racial. Dans l'arrêt Luamba c. Procureur général du Québec, la Cour supérieure  a jugé que les conditions sont réunies pour revoir la règle de l'arrêt Ladouceur, elle déclare que la règle de droit autorisant les interceptions routières sans motif réel viole les articles 15, 7, 9 et 1 de la Charte canadienne des droits et libertés et elle déclare inopérants la règle de common law établie par l’arrêt R. c. Ladouceur et l’article 636 du Code de la sécurité routière.